# Aleurotrachelus alpinus
Aleurotrachelus alpinus là một loài côn trùng cánh nửa trong họ Aleyrodidae, phân họ Aleyrodinae.
Aleurotrachelus alpinus được Takahashi miêu tả khoa học đầu tiên năm 1940.